# Auriac (Corrèze)
Auriac é uma comuna francesa na região administrativa da Nova Aquitânia, no departamento de Corrèze. Estende-se por uma área de 34,89 km². Em 2010 a comuna tinha 231 habitantes (densidade: 6,6 hab./km²).